# Steel Authority of India
Steel Authority of India (SAIL) est une entreprise publique de sidérurgie indienne, basée à New Delhi. Elle est possédée à 86 % par l'État indien.
Les produits de SAIL sont utilisés dans une variété d'applications, notamment la construction, l'automobile, l'ingénierie, l'électroménager et l'emballage.
SAIL a réalisé un chiffre d'affaires de 13 milliards de dollars en 2023. L'entreprise emploie plus de 57 000 personnes.